# Russ Carnahan
Russ Carnahan właściwie John Russell Carnahan (ur. 10 lipca 1958 w Columbia) – amerykański polityk, członek Partii Demokratycznej.

## Działalność polityczna
W okresie od 3 stycznia 2005 do 3 stycznia 2013 przez cztery kadencje był przedstawicielem 3. okręgu wyborczego w stanie Missouri w Izbie Reprezentantów Stanów Zjednoczonych.
Jego matką była Jean Carnahan, a ojcem Mel Carnahan.